# メフロキン
メフロキン（英語: Mefloquine）は、抗マラリア剤の一つであり、内服薬として用いる。メフロキンは、キニーネに類似の化学構造を持つ物質として1970年代に開発され、1980年代に使用され始めた。商品名としてロシュのラリアム (Lariam) などがある。WHO必須医薬品モデル・リストに収載されている。ラリアムは精神的な副作用の問題で28カ国で禁止されている。

## 効能・効果

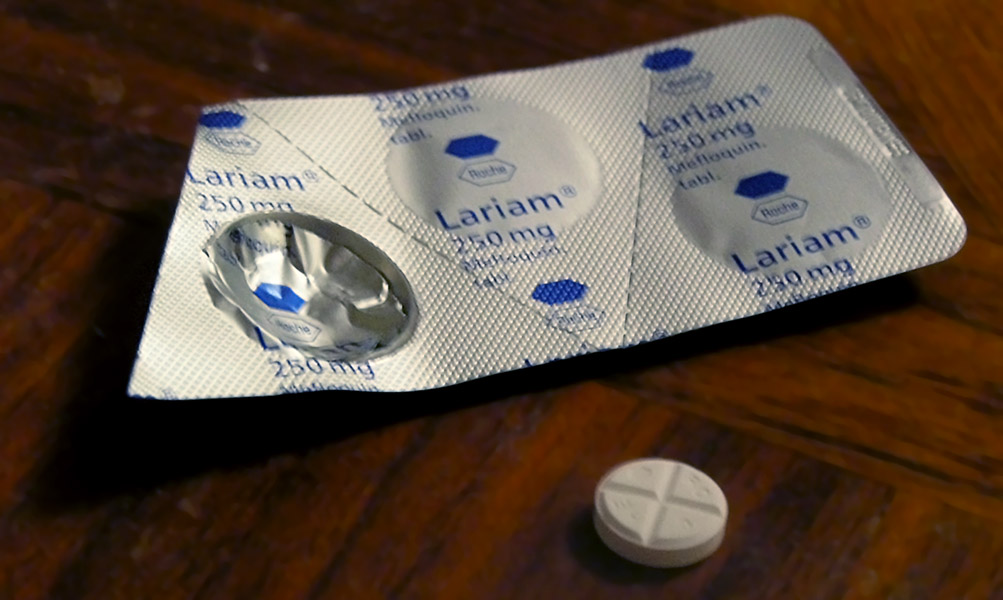
ラリアム250mg錠（ロシュ製）

メフロキンはマラリアの予防および治療、クロロキン耐性熱帯熱マラリアの治療に用いられる。予防に用いる際には暴露が予想される2週間前から4週間後まで週に1回服用する。軽度・中等度のマラリア治療に用いられるが、重篤なマラリアには使用すべきでない。メフロキン耐性のマラリア原虫の拡大にともない、メフロキンの効果は減少していった。アルテミシニンなどのほかの抗マラリア剤と併用することもある。

### マラリアの予防
メフロキンは多剤耐性菌マラリアの存在地域を除く各地でのマラリア予防に効果的である。アメリカ疾病予防管理センター (CDC) は使用を推奨している。米国感染症学会もマラリア予防の第一・第二選択薬（渡航地域での耐性出現状況による）として推奨している。
通常、旅行の1〜2週間前から服用を始める。ドキシサイクリンおよびアトバコン・プログアニル合剤を1〜2日服用すると忍容性が改善する。
メフロキン使用中にマラリアに感染した場合はハロファントリンやキニーネは無効であると思われる。

### マラリアの治療
メフロキンはクロロキン感受性または耐性のPlasmodium falciparum によるマラリアの治療に用いられるほか、クロロキン耐性Plasmodium vivax による合併症のないマラリアの治療に使用される。米国疾病予防管理センターで使用が推奨される薬剤の一つに挙げられている。重症マラリア、特にP. falciparum の感染による疾患には推奨されない。この場合静脈注射薬を用いる。メフロキンは肝臓に侵入した原虫を除去しない。P. vivax 感染患者にはプリマキン等の肝臓内の原虫の駆除効果を持つ薬剤を併用すべきである:4。
海外ではメフロキンは妊婦のマラリア治療に広く用いられている。安全性に関するデータは少ないが、2,500名の妊婦を対象とした後ろ向き調査では、出生異常や流産の増加は見られていない。WHOは妊娠中期・後期（第二・第三トリメスター）での使用を承認し、妊娠前期（第一トリメスター）に使用した場合の中絶措置を求めないとした。

## 禁忌
- 低出生体重児、新生児、乳児
- 妊婦または妊娠している可能性のある女性（100mg/kg用量でマウスとラットの仔に異常が認められている）
授乳婦には禁忌ではないが母乳中に移行することが知られている[6][12]:9
- てんかんの患者またはその既往歴のある患者（痙攣を起こす可能性がある）
- 精神病の患者またはその既往歴のある患者（症状が悪化する可能性がある）
- キニーネとの併用（急性脳症候群、溶血、心毒性等が発現する可能性がある）
- ハロファントリン（英語版）との併用（致死的なQTc間隔の延長を引き起こす可能性がある）
- 製剤成分または類縁物質に過敏症の既往歴のある患者

## 副作用
重大な副作用として知られているものは、スティーブンス・ジョンソン症候群（0.1%未満）、中毒性表皮壊死症、痙攣、錯乱、幻覚（0.1%未満）、妄想、肺炎、肝炎、呼吸困難（0.1%未満）、循環不全、心ブロック、脳症である。

### 心臓への副作用
メフロキンは心電図上で確認可能な心拍異常を引き起こす。同様の副作用を持つキニンやキニジンとメフロキンを併用すると副作用が増強される。メフロキンとハロファントリンの併用はQT時間を大きく延長するので禁忌である:10。

### 精神・神経系の副作用
アメリカ食品医薬品局 (FDA) は2013年にメフロキンの精神神経的な有害作用（投与中止後も残存する場合がある）について添付文書に黒枠警告 (en:Boxed warning) を設置させた。精神症状には『悪夢・幻視・幻聴・不安・抑うつ・異常行動・自殺企図』がある。神経症状には『眩暈・平衡失調・耳鳴』がある。添付文書では、軽度の症状が重篤な副作用の予兆となるので軽度な症状がみられたら服用を中止すべきとしている。
マラリア予防にメフロキンを服用した1万人に1人の割合で入院を必要とする中枢神経症状が発現する。より軽度な症状（眩暈・頭痛・不眠・明晰夢）は最大25%に出現する。主観的な評価によると、旅行者の11〜17%で幾許（）かの不自由が生じていた。

#### 論争
英国の1998〜2011年の自殺関連行動の有害事象報告を解析した文献によると、100万処方あたりに調整したメフロキンの自殺報告数は全ての医薬品の中で2番目に多かった。オーストラリア国防軍 (ADF) はメフロキンの有害作用に関する問題で法的措置に直面している。カナダ保健省はメフロキン使用に関連する脳損傷が永続的であることを認めた。その症状はPTSDに酷似しており、PTSD治療がメフロキン中毒者に有害であると指摘されている。
米軍は自殺率の高さを懸念しメフロキンの使用を2008年頃から減らした。2013年頃にはほとんど使用されなくなった。しかし、自殺率は低下せず、2008年頃から急激に増加している。日本の防衛省は、海外に派遣された自衛隊員6人の自殺との因果関係は低いと考えていることを報告した。
なお、アメリカでは軍人の戦闘による心的外傷後ストレス障害 (PTSD) に関連した自殺の高いリスクが認識されており、国営PTSDセンターなども運用されている。しかし、アメリカ合衆国退役軍人省 (VA) が公表しているデータによると『米軍の自殺率は他の者よりも高く、軍事配備されなかった退役軍人の自殺率が高い』とされる。また、VAはメフロキンに関する健康問題のクレームを受け付けている。アメリカ国防総省 (DoD) が公表しているデータによると『自殺した軍人の53%が軍事配備された経験がなく、85%は戦闘の目撃すらなかった』とされる。

## 排泄
メフロキンは主に肝臓で代謝される。肝機能異常を有する患者では薬剤の排泄が遅延し、血中濃度が上昇して副作用の危険が高くなる。メフロキンの血中濃度半減期は2〜4週間である。ほとんどが胆汁へ排泄され、尿中への排泄は4%〜9%である。長期に使用しても半減期は変化しない。
長期服用時には肝機能検査を実施することが望ましい。メフロキン服用中は飲酒を控えるべきである。

## 光学活性と構造-活性相関
メフロキンは2つの不斉炭素を持つ光学活性分子であり、理論上4つの立体異性体が存在する。薬剤として使用されているものは、(R,S )-および (S,R )-エナンチオマーのラセミ体である。血漿中の (–)-エナンチオマー濃度は (+)-エナンチオマーよりも著しく高く、両分子の薬物動態は大きく異なる。(+)-エナンチオマーの半減期は (–)-エナンチオマーより短い。
ある研究に拠ると、(+)-エナンチオマーの方がマラリア治療効果が高く、(–)-エナンチオマーは中枢神経系のアデノシン受容体に特異的に結合して向精神薬様作用をもたらすとされる。

## 開発の経緯
メフロキンはウォルター・リード陸軍研究所（WRAIR）で1970年代のベトナム戦争終結後に創薬された。メフロキンは抗マラリア薬としてスクリーニングされた25万の分子の内の142,490番であった。
メフロキンは米国防省と製薬企業の最初の第三セクター（Public-Private Venture、PPV）に開発が引き継がれた。WRAIRは第I相/第II相臨床試験の全ての結果を製薬企業に引き渡した。FDAのメフロキン承認は速やかであった。最も注目すべきなのは、第III相臨床試験での安全性・忍容性の検証がスキップされた事である。
しかし、メフロキンは予防薬としては1989年まで承認されなかった。この承認は基本的には、服薬遵守を勘案して決定され、安全性と忍容性は見落とされた。薬剤の半減期が非常に長いので、疾病予防管理センターは独自にメフロキン用量を250mg・2週間毎と定めたが、その使用量では平和部隊のボランティアへのマラリア感染を充分に防止できなかったので、毎週1回服用に切り替えられた。
混合群（老若男女・人種・健康状態等が様々である事）での最初の無作為化臨床試験は2001年に実施された。メフロキンを用いる予防とアトバコン・プログアニル合剤での予防が比較された。メフロキン群の2⁄3の参加者で1つ以上の有害事象が報告された一方、アトバコン・プログアニル合剤では71%であった。メフロキン群では薬剤治療が必要な重症な事象が5%に見られ、一方のアトバコン・プログアニル合剤では1.2%であった。

## 研究開発
2010年6月、進行性多巣性白質脳症をメフロキンで治療できたという最初の報告が寄せられた。メフロキンは抗JCウイルス薬としても働く。メフロキンを投与すると患者の身体からウイルスを排出し、神経障害の進展を抑制すると思われた。
WRAIRは (+)-エナンチオマーのみの薬剤を開発し安全性を向上させるべく、いくつかの論文を発表している。
メフロキンはコリン作動性神経の伝達をシナプス後とシナプス前の両方で変化させる。シナプス後でのアセチルコリンエステラーゼ阻害作用は、脳内のシナプス間情報伝達に影響を与える。